# Игнатенко, Пётр Васильевич
Пётр Васи́льевич Игнате́нко (род. 27 сентября 1987, Омск) — российский шоссейный велогонщик, на профессиональном уровне выступает начиная с 2011 года. В составе таких команд как «Катюша», «Итера-Катюша» и «Русвело» неоднократно становился победителем и призёром престижных шоссейных гонок. На соревнованиях представляет Омскую область, мастер спорта.

## Биография
Пётр Игнатенко родился 27 сентября 1987 года в Омске. Активно заниматься велоспортом начал в раннем детстве, проходил подготовку в местной детско-юношеской спортивной школе, в разное время тренировался под руководством таких специалистов как И. С. Казанцев, Г. Н. Павлухин, С. А. Старченков.
Первого серьёзного успеха в шоссейном велоспорте добился в 2007 году, когда принял участие в многодневной гонке «Путь к Пекину» и на третьем её этапе стал серебряным призёром. Год спустя вновь соревновался в этой гонке, попал в число призёров уже на двух этапах, тогда как в генеральной классификации расположился на второй строке, уступив лишь соотечественнику Сергею Фирсанову.
В 2009 году Игнатенко закрыл десятку сильнейших на «Гран-при Донецка» и присоединился к континентальному фарм-клубу «Катюши», после чего начал выступать в престижных гонках на постоянной основе. В следующем сезоне в составе континентальной команды «Итера-Катюша» одержал победу на третьем этапе и в общем зачёте многодневной гонки «Джиро Вале д’Аоста», выиграл седьмой этап «Тура Болгарии», занял десятое место на «Мемориале Олега Дьяченко» в Москве.
Начиная с 2011 года Пётр Игнатенко выступал в главной профессиональной «Катюше», дебютировал в гонках высшей категории на «Туре Австрии», в частности, финишировал восьмым на втором этапе и занял в генеральной классификации восьмое место. Год спустя вновь соревновался в «Туре Австрии», на втором и четвёртом этапах показал четвёртый результат, а в генеральной классификации стал девятым. Также успешно выступил в «Туре Романдии», заслужил майки лучшего спринтера и лучшего горовосходителя этой гонки. Отметился выступлением в «Вуэльте Каталонии», в том числе на третьем этапе был двенадцатым.
В сезоне 2013 года Игнатенко впервые участвовал в престижнейшем гранд-туре «Джиро д’Италия», проехал почти все этапы этой супермногодневки и разместился в итоге на сороковой позиции общего зачёта (на групповых этапах в основном выполнял роль помощника лидеров команды Луки Паолини и Юрия Трофимова). Кроме того, занял шестое генеральной классификации «Тура Австрии», пришёл к финишу шестым в индивидуальной гонке с раздельным стартом на чемпионате России. В 2014 году наиболее успешно выступил в «Туре Лангкави», занял пятое место на четвёртом этапе и в общем зачёте. На сезон 2015 года перешёл в другую российскую команду — «Русвело».